# Hydroptila patriciae
Hydroptila patriciae är en nattsländeart som beskrevs av Harris 1985. Hydroptila patriciae ingår i släktet Hydroptila och familjen smånattsländor. Inga underarter finns listade i Catalogue of Life.